# Olympische Sommerspiele 1984/Teilnehmer (Jamaika)
| Gelbes Symbol für Goldmedaillen mit stilisierten Olympischen Ringen | Graues Symbol für Silbermedaillen mit stilisierten Olympischen Ringen | Braundes Symbol für Bronzemedaillen mit stilisierten Olympischen Ringen |
| ------------------------------------------------------------------- | --------------------------------------------------------------------- | ----------------------------------------------------------------------- |
| —                                                                   | 1                                                                     | 2                                                                       |

Jamaika nahm an den Olympischen Sommerspielen 1984 in Los Angeles, USA, mit einer Delegation von 44 Sportlern (30 Männer und 14 Frauen) teil.

## Medaillengewinner

### Silber
| Name(n)                                                                        | Sportart       | Wettkampf     |
| ------------------------------------------------------------------------------ | -------------- | ------------- |
| Norman Edwards, Albert Lawrence, Greg Meghoo, Donald Quarrie & Raymond Stewart | Leichtathletik | 4 × 100 Meter |

### Bronze
| Name          | Sportart       | Wettkampf                             |
| ------------- | -------------- | ------------------------------------- |
| Merlene Ottey | Leichtathletik | Frauen, 100 Meter & Frauen, 200 Meter |

## Teilnehmer nach Sportarten

### Boxen
- Anthony Rose
Halbweltergewicht: 1. Runde

- Dwight Frazer
Weltergewicht: Viertelfinale

- Alex Stewart
Schwergewicht: Achtelfinale

### Gewichtheben
- Calvin Stamp
II. Schwergewicht: 9. Platz

### Leichtathletik
- Raymond Stewart
100 Meter: 6. Platz
4 × 100 Meter: Silber

- Norman Edwards
100 Meter: Halbfinale
4 × 100 Meter: Silber

- Gus Young
100 Meter: Vorläufe
200 Meter: Halbfinale

- Donald Quarrie
200 Meter: Halbfinale
4 × 100 Meter: Silber

- Leroy Reid
200 Meter: Viertelfinale

- Bert Cameron
400 Meter: Halbfinale

- Devon Morris
400 Meter: Viertelfinale
4 × 400 Meter: Halbfinale

- Mark Senior
400 Meter: Viertelfinale
4 × 400 Meter: Halbfinale

- Owen Hamilton
800 Meter: Viertelfinale

- Gawain Guy
1500 Meter: Vorläufe

- Derrick Adamson
Marathon: 52. Platz

- Karl Smith
400 Meter Hürden: Halbfinale
4 × 400 Meter: Halbfinale

- Ken Gray
400 Meter Hürden: Vorläufe

- Albert Lawrence
4 × 100 Meter: Silber

- Greg Meghoo
4 × 100 Meter: Silber

- Steve Griffiths
4 × 100 Meter: Halbfinale

- Dennis Wallace
4 × 100 Meter: Halbfinale

- Desmond Morris
Hochsprung: 25. Platz in der Qualifikation

- Merlene Ottey
Frauen, 100 Meter: Bronze 
Frauen, 200 Meter: Bronze 
Frauen, 4 × 100 Meter: 8. Platz

- Grace Jackson
Frauen, 100 Meter: 5. Platz
Frauen, 200 Meter: 5. Platz
Frauen, 4 × 100 Meter: 8. Platz
Frauen, 4 × 400 Meter: 5. Platz

- Juliet Cuthbert
Frauen, 100 Meter: Halbfinale
Frauen, 4 × 100 Meter: 8. Platz

- Janet Burke
Frauen, 200 Meter: Viertelfinale
Frauen, 4 × 100 Meter: 8. Platz

- Cathy Rattray-Williams
Frauen, 400 Meter: Halbfinale
Frauen, 4 × 400 Meter: 5. Platz

- Ilrey Oliver
Frauen, 400 Meter: Halbfinale
Frauen, 4 × 400 Meter: 5. Platz

- Cynthia Green
Frauen, 400 Meter: Vorläufe
Frauen, 4 × 100 Meter: 5. Platz

- Sophia Hunter
Frauen, 100 Meter Hürden: Halbfinale

- Sandra Farmer-Patrick
Frauen, 400 Meter Hürden: 8. Platz

- Overill Dwyer
Frauen, 400 Meter Hürden: Vorläufe

- Veronica Findlay
Frauen, 4 × 100 Meter: 8. Platz

- Andrea Thomas
Frauen, 4 × 400 Meter: 5. Platz

- Dorothy Scott
Frauen, Weitsprung: 10. Platz

- Marlene Lewis
Frauen, Diskuswurf: 15. Platz in der Qualifikation

### Radsport
- Arthur Tenn
Straßenrennen, Einzel: 53. Platz

- Lorenzo Murdock
Straßenrennen, Einzel: DNF

- Ian Stanley
Sprint: 3. Runde
Punkterennen: Vorrunde

- David Weller
1000 Meter Zeitfahren: 6. Platz

- Peter Aldridge
Punkterennen: Vorrunde

### Schwimmen
- Deryck Marks
100 Meter Freistil: 45. Platz
4 × 100 Meter Freistil: 18. Platz
100 Meter Schmetterling: 42. Platz
4 × 100 Meter Lagen: 17. Platz

- Gordon Scarlett
100 Meter Freistil: 52. Platz
4 × 100 Meter Freistil: 18. Platz
4 × 100 Meter Lagen: 17. Platz

- Andrew Phillips
4 × 100 Meter Freistil: 18. Platz
200 Meter Lagen: 6. Platz
400 Meter Lagen: 10. Platz
4 × 100 Meter Lagen: 17. Platz

- Allan Marsh
4 × 100 Meter Freistil: 18. Platz
100 Meter Rücken: 27. Platz
200 Meter Rücken: 27. Platz
100 Meter Schmetterling: 34. Platz
4 × 100 Meter Lagen: 17. Platz